# 波绍雷乌
波绍雷乌是巴西马托格罗索州的一个市镇。总面积6923.227平方公里，总人口17677人，人口密度2.6人/平方公里。